# 윌리앙 주제 다 시우바
윌리앙 주제 다 시우바(포르투갈어: Willian José da Silva, 1991년 11월 23일, 포르투 카우부 ~)는 윌리앙 주제(포르투갈어: Willian José)로도 알려진 브라질의 축구 선수로, 현재 스페인 라리가의 베티스와 브라질 국가대표팀에서 공격수로 활약하고 있다.

## 클럽 경력

### 바루에리
윌리앙 주제는 알라고아스 주 포르투 카우부 출신으로, 인근의 브라지우에서 축구를 시작하였고, 2008년에 17세의 나이로 바루에리에 입단하였다. 2009년 8월 1일, 그는 세리이 A에 소속된 1군 선수단 신고식을 치렀는데, 1-2로 패한 보타포구와의 경기에서 막판에 교체로 출전하였다.
이듬해 1월 17일, 윌리앙 주제는 프로 무대 첫 골을 기록했는데, 세르탕지뉴와의 캄페오나투 파울리스타 경기에서 바루에리의 유일한 골을 기록해 1-1 무승부를 견인했다. 그는 이 시즌에 6골을 추가했지만, 소속 구단의 강등을 막지는 못했다.

### 상 파울루
2011년 1월 13일, 윌리앙 주제는 상 파울루로 이적하였다. 그는 1년차에 루이스 파비아누와 다고베르투에 밀려 후보를 맡았고, 다고베르투가 2012년에 인테르나시오나우로 떠났지만 새로 들어온 오스바우두에게 밀려 3인자 신세를 면치 못했다.

### 그레미우와 산투스
2012년 12월 13일, 윌리앙 주제는 그레미우로 이적하였지만, 별로 성과를 내지 못하였고, 이듬해 5월에 산투스와 계약하였다. 그는 물고기 군단 소속으로 보낸 처음이자 마지막 시즌에 28경기에 출전하여 5골을 넣었다.

### 레알 마드리드
2014년 1월 8일, 윌리앙 주제는 해외로 발을 돌렸고, 레알 마드리드와 6개월 계약을 맺고 세군다 디비시온에 소속된 2군의 일원이 되었다. 레크레아티보와의 경기에서 해트트릭을 완성해 3-2 승리를 견인하면서, 그는 1군 선수단에 차출되어 레알 소시에다드전과 알메리아전에서 후보 선수로 대기하였다.
5월 11일, 윌리앙 주제는 0-2로 패한 셀타 비고와의 경기에서 같은 브라질 출신의 카제미루와 교체되어 들어가 라 리가 경기에 처음으로 출전하였다. 그러나, 그는 6월에 계약이 만료되면서 방출되었다.

### 사라고사
윌리앙 주제는 2014년 8월 29일에 2부 리그의 사라고사와 1년 계약을 맺었다. 그는 9월 7일에 1-4로 대패한 바르셀로나 B와의 원정 경기에서 다비드 무뇨스와 교체되어 들어가 사라고사 첫 경기를 치렀다.
2014년 10월 12일, 윌리앙 주제는 3-3으로 비긴 루고와의 원정 경기에서 사라고사 1호골을 기록하였다. 그는 3-5로 진 라스팔마스와의 원정 경기와 4-1로 이긴 지로나와의 원정 경기에서 2골씩 기록해 시즌을 10골로 끝냈지만, 소속 구단은 플레이오프전 끝에 승격이 무산되었다.

### 라스 팔마스
2015년 7월 30일, 윌리앙 주제는 1부 리그 승격 새내기인 라스 팔마스와 1년 계약을 맺었다. 12월 12일, 그는 라 리가 1호골에 성공했는데, 이 골로 라스 팔마스는 안방에서 베티스에 1-0으로 이겼다.
2016년 1월 25일, 윌리앙 주제는 2-3으로 패한 레반테와의 경기에서 2골을 기록하였다. 2월 20일, 그는 리그 선두 바르셀로나를 상대로 전반전 동점골을 넣었지만, 라스 팔마스는 안방에서 버티지 못하고 끝내 1-2로 패하였다. 그는 3월 13일에 전 소속 구단 레알 마드리드를 상대로 동점골을 기록했지만, 라스 팔마스는 이번에도 안방에서 1-2로 졌다.

### 레알 소시에다드
2016년 7월 31일, 윌리앙 주제는 같은 라 리가 소속 구단인 레알 소시에다드와 5년 계약을 맺고 입단하였다. 9월 21일, 그는 직전 소속 구단인 라스 팔마스와의 안방 경기에서 2골을 기록해 4-1 대승을 견인했다.

### 레알 베티스
2021년 8월 26일, 윌리안 호제는 라 리가 동료 팀인 레알 베티스와 시즌 종료까지의 임대 계약을 체결했다. 이 계약에는 2025년까지 €8.5백만의 금액으로 영구 이적할 수 있는 옵션이 포함되어 있었다. 그는 9월 13일에 동료 안달루시아팀인 그라나다에서 2-1로 승리하는 경기에서 하프타임에 보르하 이글레시아스의 대체로 데뷔했다; 그로부터 6일 뒤에는 홈에서 에스파뇰과의 2-2 무승부 경기에서 선발로 출전하며 경기 시작 5분에 골을 넣었다. 이어서, 그는 오사수나에서의 3-1 승리 경기에서 후반 추가 시간에 벤치에서 나와 늦은 골을 넣었으며, 그리고 베니토 빌라마린에서의 헤타페와의 승리에서 양 무릎에 득점했다. 시즌 동안, 그는 매누엘 펠레그리니 감독의 시작 센터 포워드 위치를 위해 이글레시아스와 경쟁했다. 팀의 승리한 코파 델 레이 캠페인에서, 그는 4분의 0으로 이긴 8강전에서 페널티를 넣었으며, 결승전에서는 추가 시간 후보 선수로 나와 페널티 키커 중 첫 번째 슛을 넣었다.

## 국가대표팀 경력
2011년, 윌리앙 주제는 브라질 U-20 국가대표팀 일원으로 CONMEBOL U-20 축구 선수권 대회와 FIFA U-20 월드컵을 석권하였는데, 전자의 대회에서 2골, 후자의 대회에서 3골을 기록하였다.
2018년 3월 12일, 그는 러시아와 독일과의 두 차례 친선경기를 앞두고 성인 국가대표팀에 처음으로 차출되었다.

## 경력 통계
2018년 4월 13일 기준
| 클럽            | 시즌    | 리그            | 리그 | 리그 | 컵   | 컵 | 대륙 | 대륙 | 기타 | 기타 | 합계 | 합계 |
| 클럽            | 시즌    | 리그명          | 출장 | 골   | 출장 | 골 | 출장 | 골   | 출장 | 골   | 출장 | 골   |
| --------------- | ------- | --------------- | ---- | ---- | ---- | -- | ---- | ---- | ---- | ---- | ---- | ---- |
| 바루에리        | 2009    | 세리이 A        | 7    | 0    | 0    | 0  | —    | —    | 0    | 0    | 7    | 0    |
| 바루에리        | 2010    | 세리이 A        | 19   | 6    | 0    | 0  | 2    | 0    | 3    | 1    | 24   | 7    |
| 바루에리        | 소계    | 소계            | 26   | 6    | 0    | 0  | 2    | 0    | 3    | 1    | 31   | 7    |
| 상파울루        | 2011    | 세리이 A        | 9    | 0    | 3    | 0  | 0    | 0    | 10   | 1    | 22   | 1    |
| 상파울루        | 2012    | 세리이 A        | 19   | 1    | 4    | 0  | 7    | 3    | 14   | 11   | 44   | 15   |
| 상파울루        | 소계    | 소계            | 28   | 1    | 7    | 0  | 7    | 3    | 24   | 12   | 66   | 16   |
| 그레미우        | 2013    | 세리이 A        | 0    | 0    | 0    | 0  | 3    | 0    | 6    | 3    | 9    | 3    |
| 산투스          | 2013    | 세리이 A        | 23   | 5    | 2    | 0  | —    | —    | —    | —    | 25   | 5    |
| 레알 마드리드 B | 2013–14 | 세군다 디비시온 | 16   | 4    | —    | —  | —    | —    | —    | —    | 16   | 4    |
| 레알 마드리드   | 2013–14 | 라 리가         | 1    | 0    | 0    | 0  | —    | —    | —    | —    | 1    | 0    |
| 사라고사        | 2014–15 | 세군다 디비시온 | 33   | 7    | 1    | 0  | —    | —    | 4    | 3    | 38   | 10   |
| 라스 팔마스     | 2015–16 | 라 리가         | 30   | 9    | 4    | 1  | —    | —    | —    | —    | 34   | 10   |
| 레알 소시에다드 | 2016–17 | 라 리가         | 28   | 12   | 6    | 2  | —    | —    | —    | —    | 34   | 14   |
| 레알 소시에다드 | 2017–18 | 라 리가         | 34   | 15   | 0    | 0  | 6    | 5    | —    | —    | 40   | 20   |
| 레알 소시에다드 | 소계    | 소계            | 62   | 27   | 6    | 2  | 6    | 5    | —    | —    | 74   | 34   |
| 합계            | 합계    | 합계            | 212  | 57   | 20   | 3  | 18   | 8    | 37   | 19   | 287  | 87   |

1. 1 2  코파 수다메리카나 출전 기록
2. 1 2 3  캄페오나투 파울리스타 출전 기록
3. ↑  코파 리베르타도레스 출전 기록
4. ↑  캄페오나투 가우슈 출전 기록
5. ↑  세군다 디비시온 플레이오프전 출전 기록
6. ↑  UEFA 유로파리그 출전 기록

## 수상

### 클럽
상 파울루
- 코파 수다메리카나: 2012

레알 마드리드
- 코파 델 레이: 2013–14

### 국가대표팀
브라질 U-20
- CONMEBOL U-20 축구 선수권 대회: 2011
- FIFA U-20 월드컵: 2011